# Таймер (информатика)
Таймер (от англ. Timer) в информатике — средство обеспечения задержек и измерения времени средствами ЭВМ или микропроцессорным устройством. Реализуется аппаратным и программным таймерами, в том числе, программируемыми.

## Описание
Главной характеристикой таймера является его точность — минимальный гарантированно выдерживаемый интервал времени. По этому параметру таймеры делят на:
- малоточные (ошибка измерения может достигать 0,1 с);
- точные (ошибка измерения не превышает 0,001 с);
- сверхточные (ошибка измерения не превышает 10−6 c).

Существуют два вида таймеров:
- аппаратные таймеры функционируют независимо от центрального процессора и в момент срабатывания генерируют прерывание[7];
- программные таймеры реализуются за счёт выполнения в цикле заданного количества одинаковых «пустых» операций. При фиксированной частоте работы процессора это позволяет точно определять прошедшее время. Главными минусами такого метода являются зависимость количества итераций цикла от типа и частоты процессора и невозможность выполнения других операций во время задержки.